# Sermyla
Genre
Sermyla est un genre de mollusques gastéropodes de la famille des Thiaridae.

## Description
Dans leur publication de 1854, Henry et Arthur Adams en font la description suivante : « Coquille mitriforme ; spires plissées longitudinalement, la dernière sillonnée transversalement antérieurement ; lèvre externe sinuée au milieu ».

## Liste des espèces
Selon World Register of Marine Species (9 septembre 2024) :
- Sermyla carbonata (Reeve, 1859)
- Sermyla huberi Thach, 2021
- Sermyla kupaensis Lentge-Maaß, Neiber, Gimnich & Glaubrecht, 2020
- Sermyla onca (A. Adams & Angas, 1864)
- Sermyla riquetii (Grateloup, 1840)

## Systématique
Le nom valide complet (avec auteur) de ce taxon est Sermyla H. Adams & A. Adams, 1854,. Ce genre a été initialement décrit comme un sous-genre du genre Melanella.
Sermyla a pour synonymes :
- Melanella (Sermyla) H. Adams & A. Adams, 1854
- Melania (Sermyla) H. Adams & A. Adams, 1854
- Sermylasma Iredale, 1943

### Publication originale
- (en) Arthur Adams, The genera of Recent Mollusca; arranged according to their organization, vol. 1, Londres, John Van Voorst, 1854, 484 p. (lire en ligne), p. 296.